# Tomblaine
Tomblaine – miejscowość i gmina we Francji, w regionie Grand Est, w departamencie Meurthe i Mozela.
Według danych na rok 1990 gminę zamieszkiwało 7956 osób, a gęstość zaludnienia wynosiła 1434 osób/km² (wśród 2335 gmin Lotaryngii Tomblaine plasuje się na 47. miejscu pod względem liczby ludności, natomiast pod względem powierzchni na miejscu 961.).